# Wladimir Borissowitsch Matwejew
Wladimir Borissowitsch Matwejew (russisch Владимир Борисович Матвеев, englische Transkription Vladimir Borisovich Matveev; * 1944)  ist ein russischer Mathematiker, der sich mit mathematischer Physik und speziell integrablen Systemen und deren Behandlung mit Methoden der algebraischen Geometrie befasst.
Matwejew wurde 1972 bei Wladimir Saweljewitsch Buslajew an der Universität Leningrad promoviert. Er war am St. Petersburger Steklow-Institut tätig und hatte an der Universität von Burgund eine Professur.
Zu seinen Doktoranden zählt Alexander Rudolfowitsch Its.
Er ist nicht mit dem Mathematik-Professor an der Universität Jena Vladimir S. Matveev (Matwejew) und dem Mathematiker und Physiker Wiktor Anatoljewitsch Matwejew zu verwechseln.

## Schriften
- mit Alexander Bobenko, E.D. Belokolos, V.Z. Enolski, A.R. Its Algebro-geometric Approach in the Theory of Integrable Equations, Springer Series in Nonlinear Dynamics, Springer Verlag 1994
- mit Boris Anatoljewitsch Dubrowin, Sergei Petrowitsch Nowikow Non-linear equations of Korteweg–de Vries type, finite-zone linear operators, and Abelian varieties, Russian Mathematical Surveys, Band 31, 1976, S. 59–146
- mit Mikhail A. Salle Darboux Transformations and Solitons, Springer Verlag 1991